# Recoules-Prévinquières
Recoules-Prévinquières korábbi község Franciaország Okcitánia régiójában, Aveyron megyében. Lakosainak száma 503 fő (2018. január 1.). Recoules-Prévinquières Buzeins, Gaillac-d’Aveyron, Lapanouse, Lavernhe és Vézins-de-Lévézou községekkel határos.
2016. január 1-jén négy másik korábbi községgel egyesült és az így létrejött Sévérac d’Aveyron új község része lett.

## Népesség
A település népessége az elmúlt években az alábbi módon változott:
| Lakosok száma | 582  | 510  | 418  | 444  | 428  | 465  | 477  | 516  | 503  | 503  |
|               | 1962 | 1968 | 1982 | 1990 | 1999 | 2008 | 2011 | 2013 | 2017 | 2018 |